# František Tichý (pedagog)
František Tichý (* 5. dubna 1969, Praha) je český pedagog a spisovatel, tvůrce originálního výchovného systému kolektivní výchovy Přírodní škola, zakladatel a bývalý ředitel (1993 - 2024) Gymnázia Přírodní škola v Praze, autor knih o pedagogice a tvorbě mládeže v terezínském ghettu za druhé světové války.

## Život a dílo
Vystudoval pražskou přírodovědeckou fakultu. Od svých 16 let pracoval s dětmi a mládeží v rámci oddílu nebo jako vedoucí letních táborů. Po prvních pedagogických zkušenostech v roce 1993 spolu s přáteli založil malé nestátní Gymnázium Přírodní škola, kde se pokusil aplikovat své pedagogické zkušenosti a kde působí dodnes.[kdy?]
Vznik Přírodní školy a pedagogické zkušenosti popsal v roce 2011 ve své první knize Přírodní škola – Cesta jako cíl. Jeho literární tvorba se pak obrací také k dětem poprvé v samizdatu Život Dominikův, který spojuje prvky fantasy s dokumentární sondou do života školní mládeže. Od roku 2010 se věnuje tématu tvorby mládeže v terezínském ghettu za druhé světové války. Spolu se studenty založil iniciativu Terezínská štafeta. Editorsky se podílel na vydání sbírky básní čtrnáctiletého Hanuše Hachenburga Hned vedle bílá barva mráčků a zpracování pozůstalosti po odbojáři a zakladateli rozhlasových rozcviček Josefu Janu Kratochvílovi Dopisy z dáli. Několik let připravoval a shromažďoval materiály pro monografii o Petru Ginzovi, která vyšla v Praze v roce 2014 pod názvem Princ se žlutou hvězdou. Kniha v roce 2014 získala ocenění Zlatá stuha. Kniha Transport za věčnost, nejprve vydaná v roce 2012 samizdatově, vyšla v roce 2017 v nakladatelství Baobab. Kniha, která získala cenu Magnesia Litera 2018 v kategorii „Litera za knihu pro děti a mládež“, čtenáři přibližuje na příběhu několika kamarádů život dětí v protektorátní Praze a terezínském ghettu. Své dosavadní pedagogické zkušenosti a inspirační zdroje shrnul a rozvedl v knize Výchova jako dobrodružství. Obsahuje jak teoretické části o výchově dětí a dospívajících, ale představuje i konkrétní doporučení. Je doplněná o autentická vyprávění a zkušenosti studentů a absolventů.

### Knihy
- Život Dominikův (samizdat)
- TICHÝ, František. Přírodní škola – cesta jako cíl. [Praha]: Geum, 2011. 303 s. ISBN 978-80-8625-673-3.
- TICHÝ, František. Transport za věčnost. Praha: vlastním nákladem, 2012. 77 s.
  - TICHÝ, František. Transport za věčnost. Ilustrace Stanislav Setinský. [Praha?]: Baobab, 2017. 240 s. ISBN 978-80-7515-052-3.
- TICHÝ, František. Princ se žlutou hvězdou. [Semily]: Geum, 2014. 378 s. ISBN 978-80-87969-05-2.
- TICHÝ, František. Výchova jako dobrodružství - To se v té Přírodní škole učíte na stromech?. Semily: Geum, 2017. 280 s. ISBN 978-80-8796-931-1.
- TICHÝ, František. Labyrint nedokončených setkání. Ilustrace Stanislav Setinský. [Praha?]: Baobab, 2020. 189 s. ISBN 978-80-7515-109-4.
- TICHÝ, František. Rekrut 244. Ilustrace Stanislav Setinský. [Praha?]: Baobab, 2022. 326 s. ISBN 978-80-7515-143-8.

## Ocenění
- Magnesia Litera 2018 v kategorii "Litera za knihu pro děti a mládež" za knihu Transport za věčnost
- Zlatá stuha za životopisnou knihu o Petru Ginzovi Princ se žlutou hvězdou
- Ocenění Zastupitelstva Městské části Praha 7 za dobrovolnictví